# Al-Hasakah (nahija)
Nahija Al-Hasakah je nahija u okrugu Al-Hasakah, u sirijskoj pokrajini Al-Hasakah. Po popisu iz 2004. (prije rata), nahija je imala 251,570 stanovnika. Administrativno sjedište je u naselju Al-Hasakah.